# Зеро. Сиреневая Литва
«Зеро. Сиреневая Литва» (лит. Zero. Alyvinė Lietuva) — литовская криминальная драма с элементами чёрной комедии, вышедшая на экраны в 2006 году. Была снята кинокомпанией AXX на киностудии RGB при поддержке британской Guerilla Films, впервые представлена на кинофестивале «Красота и вожделение» (лит. Grožis ir geismas). В 2010 году вышел её сиквел «Зеро 2».

## Сюжет
В фильме представлены три истории, фактически не связанные друг с другом: история бегства из воинской части сумасшедшего призывника (Адомас Станицкас); история предпринимателя, проигравшего деньги в казино и угодившего в руки бандитов (Андрюс Паулавичюс); история трёх несовершеннолетних воров, которые сбывают всё подряд, чтобы разжиться наркотиками (Миндаугас Папинигис, Донатас Иванаускас, Юстас Венчюс). Впрочем, все эти герои невероятным образом сталкиваются друг с другом в финале.

## В ролях
- Адомас Станицкас — призывник
- Андрюс Паулавичюс — предприниматель
- Рамунас Рудокас — бандит
- Миндаугас Папинигис — Вовка
- Донатас Иванаускас — Донце
- Юстас Венчюс — наркодилер
- Альгис Раманаускас — доставщик пиццы
- Донатас Шимукаускас — Лёша, полицейский
- Габия Сюрбите — Раска
- Скирмантас Валюлис — порнорежиссёр
- Андрюс Жюраускас — любовник

## Интересные факты
- Фильм получил рейтинг 18+ за наличие эротических сцен и нецензурной брани.
- Несмотря на то, что диалоги ведутся на литовском языке, почти в каждом диалоге присутствует русский мат.
- Фильм выходил с субтитрами на английском языке, в которых была переведена и ненормативная лексика.
- Был сделан как минимум один любительский дубляж на русском языке, в котором обсценная лексика была заменена эвфемизмами. Название фильма ошибочно переведено в дубляже как «Зеро. Оливковая Литва».